# St. Pankratius (Rinkerode)

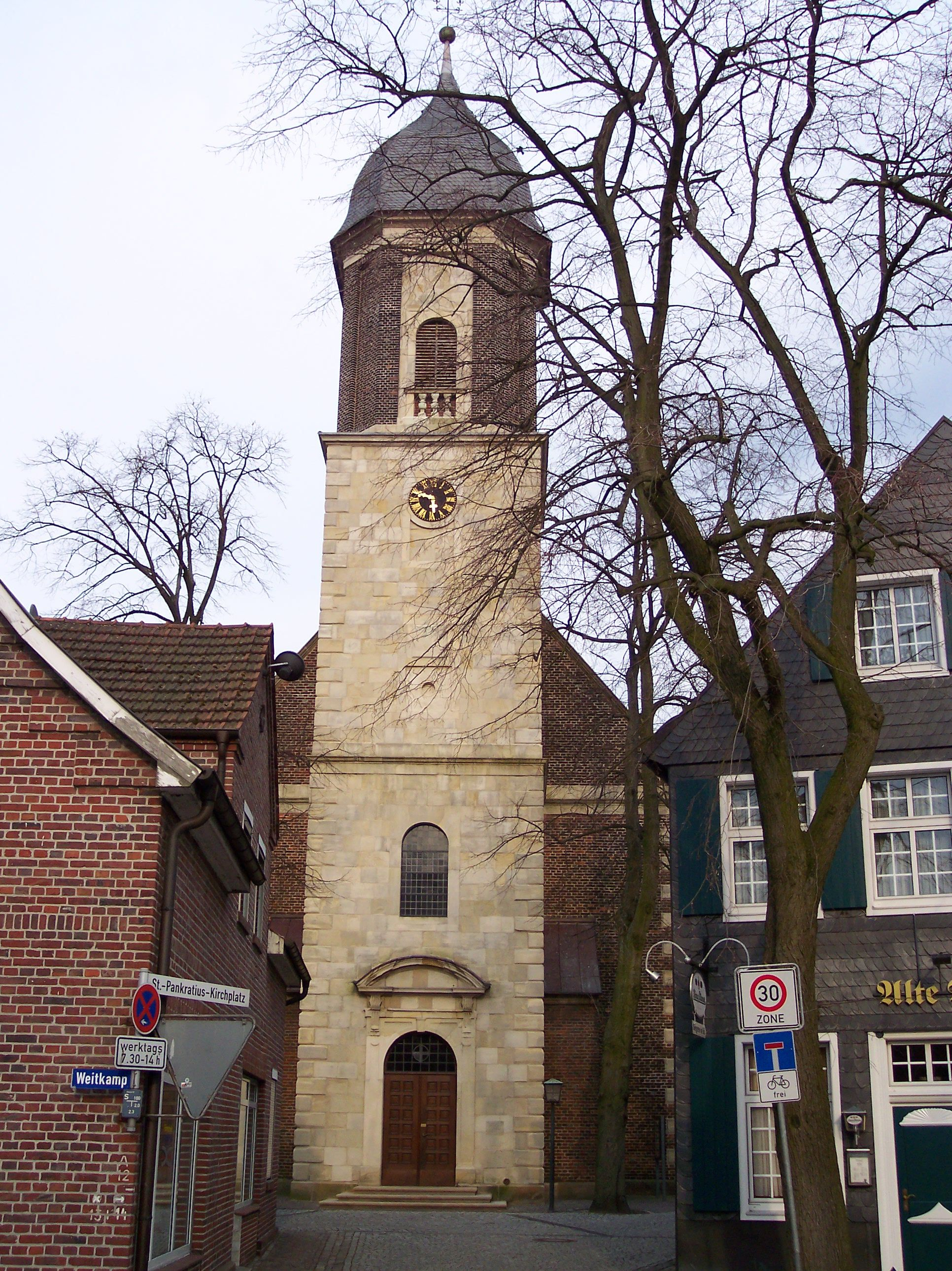

Die katholische Pfarrkirche St. Pankratius ist ein denkmalgeschütztes Kirchengebäude in Rinkerode, einem Ortsteil von Drensteinfurt, im Kreis Warendorf (Nordrhein-Westfalen).

## Geschichte und Architektur
Die Kirche war ursprünglich eine domkapitularische Eigenkirche. Ein Pfarrer ist erstmals 1250 erwähnt. Das bestehende Gebäude, ein gewölbter Wandpfeilersaal von drei Jochen wurde von 1721 bis 1724 als Ziegelbau errichtet. Baumeister war Gottfried Laurenz Pictorius. Die Apsis des eingezogenen Chores ist flachbogig und außen eckig gebrochen. Es sind eine Kapelle und eine Sakristei an das Haupthaus angebaut. Der Turm an der Westseite ist mit Sandstein verblendet, das Obergeschoss überführt in ein Achteck und wird von einer geschweiften Haube bekrönt.

## Ausstattung
- Ein Hochaltar in Formen des beginnenden Rokoko, mit Figuren und Gemälden. Das Hauptbild zeigt die Himmelfahrt Christi. Er stammt aus der Mitte des 18. Jahrhunderts.
- Ein spätromanischer Taufstein mit Rankenfries vom zweiten Viertel des 13. Jahrhunderts
- Ein viersitziger Chorstuhl von der Mitte des 16. Jahrhunderts, mit Frührenaissance-Schnitzereien, die Rückwand ist von 1887.
- Sechs Apostelfiguren vom Ende des 16. Jahrhunderts
- Sechs Apostelfiguren aus der zweiten Hälfte des 18. Jahrhunderts
- Ein kleines Steinepitaph für Johann und Dorothea von Galen von 1614, es zeigt das Stifterpaar und die Kreuzigung Christi.
- Ein Löwe aus gegossener Bronze vom ersten Drittel des 13. Jahrhunderts[1]
- Vier Bronzeglocken der Tonfolge e'-fis'-gis'-h'. Glocke I wurde 1495 von Geert van Wou gegossen. Die Glocken II-IV entstanden 1949 durch Petit & Edelbrock in Gescher.

### Orgel
Die Orgel wurde 1883 von dem Orgelbauer Friedrich Fleiter (Münster) erbaut. Das Orgelgehäuse wurde von Wilhelm Rincklake entworfen. 1952 wurde das Instrument umgebaut, 1976 wurde das Instrument restauriert und teilweise in den ursprünglichen Zustand zurückgeführt. Das Instrument hat 20 Register auf zwei Manualen und Pedal. Die Spiel- und Registertrakturen sind mechanisch. Im Jahr 2008 wurde die Orgel durch die Firma Fleiter restauriert.
| II. Hauptwerk C–f′′′ |             |       |
| 1.                   | Pommer      | 16′   |
| 2.                   | Prinzipal   | 8′    |
| 3.                   | Gemshorn    | 8′    |
| 4.                   | Offenflöte  | 8′    |
| 5.                   | Oktave      | 4′    |
| 6.                   | Rohrgedackt | 4′    |
| 7.                   | Quinte      | 2 ⁄3′ |
| 8.                   | Oktave      | 2′    |
| 9.                   | Mixtur III  | 1 ⁄3′ |
| 10.                  | Trompete    | 8′    |

| I. Brustwerk C–f′′′ |                    |       |     |
| 11.                 | Singend Gedackt    | 8′    |     |
| 12.                 | Prinzipal          | 4′    |     |
| 13.                 | Waldflöte          | 2′    |     |
| 14.                 | Kleinquinte        | 1 ⁄3′ | (N) |
| 15.                 | Terzianscharff III |       | (N) |
|                     | Tremulant          |       |     |

| Pedal C–f′ |               |     |     |
| 16.        | Subbass       | 16′ |     |
| 17.        | Prinzipalbass | 8′  |     |
| 18.        | Choralbass    | 4′  |     |
| 19.        | Prinzipal     | 2′  | (N) |
| 20.        | Posaune       | 16′ |     |

- Koppeln: II/I, I/P, II/P
- Anmerkung

(N) = nachträglich hinzugefügtes Register (1956, Klingenhegel)